# Heteropappus
Heteropappus,  es un género perteneciente a la familia Asteraceae. Comprende 8 especies descritas y solo 7 aceptadas.

## Taxonomía
El género fue descrito por Christian Friedrich Lessing y publicado en Synopsis Generum Compositarum 189. 1832.

## Especies
A continuación se brinda un listado de las especies del género Heteropappus aceptadas hasta junio de 2011, ordenadas alfabéticamente. Para cada una se indica el nombre binomial seguido del autor, abreviado según las convenciones y usos.
- Heteropappus altaicus (Willd.) Novopokr.
- Heteropappus boweri (Hemsl.) Grierson
- Heteropappus chejuensis Kitam.
- Heteropappus crenatifolius (Hand.-Mazz.) Griers.
- Heteropappus gouldii (C.E.C.Fisch.) Griers.
- Heteropappus magnicalathinus J.Q.Fu
- Heteropappus medius (Krylov) Tamamsch.
- Heteropappus rupicola (Vaniot & H.Lév.) Kitam.
- Heteropappus villosus Kom.